# Pazzallo
Pazzallo är en ort i kommunen Lugano i kantonen Ticino, Schweiz. 
Pazzallo var tidigare en självständig kommun, men 4 april 2004 blev Pazzallo en del av kommunen Lugano.